# Rallye Dakar 1999
Navigation
Édition précédente Édition suivante
Le Rallye Dakar 1999 est le 21e Rallye Dakar. Le départ a été donné le 1er janvier de Grenade, après un prologue qui s'est déroulé la veille.

## Étapes
| Étape    | Date        | Départ         | Arrivée        | Distance         |
| -------- | ----------- | -------------- | -------------- | ---------------- |
| Prologue | 31 décembre | Grenade        | Grenade        | 5 km             |
| 1        | 1er janvier | Grenade        | Rabat          | 5 km             |
| 2        | 2 janvier   | Rabat          | Agadir         | 100 km           |
| 3        | 3 janvier   | Agadir         | Tan-Tan        | 230 km           |
| 4        | 4 janvier   | Tan-Tan        | Bir Moghrein   | 451 km           |
| 5        | 5 janvier   | Bir Moghrein   | Atar           | 624 km           |
| 6        | 6 janvier   | Atar           | Tidjikja       | 458 km           |
| 7        | 7 janvier   | Tidjikja       | Nioro          | 434 km           |
| 8        | 8 janvier   | Nioro          | Bobo Dioulasso | 434 km           |
|          | 9 janvier   | Bobo Dioulasso | Bobo Dioulasso | Journée de repos |
| 9        | 10 janvier  | Bobo Dioulasso | Mopti          | 295 km           |
| 10       | 11 janvier  | Mopti          | Tombouctou     | 460 km           |
| 11       | 12 janvier  | Tombouctou     | Néma           | 539 km           |
| 12       | 13 janvier  | Néma           | Tichitt        | 490 km           |
| 13       | 14 janvier  | Tichitt        | Atar           | 579 km           |
| 14       | 15 janvier  | Atar           | Nouakchott     | 433 km           |
| 15       | 16 janvier  | Nouakchott     | Saint-Louis    | 151 km           |
| 16       | 17 janvier  | Saint-Louis    | Dakar          | 20 km            |

## Classements finaux

### Motos
| Pos. | Pilote                 | Constructeur |
| ---- | ---------------------- | ------------ |
| 1    | Richard Sainct (FRA)   | BMW          |
| 2    | Thierry Magnaldi (FRA) | KTM          |
| 3    | Alfie Cox (RSA)        | KTM          |
| 4    | Jordi Arcarons (ESP)   | KTM          |
| 5    | Carlos Sotelo (ESP)    | Yamaha       |
| 6    | John Deacon (GBR)      | KTM          |
| 7    | Giovanni Sala (ITA)    | KTM          |
| 8    | Carlo De Gavardo (CHI) | KTM          |
| 9    | Óscar Gallardo (ESP)   | BMW          |
| 10   | Fabrizio Meoni (ITA)   | Honda        |

### Autos
| Pos. | Pilote                     | Copilote                  | Constructeur      |
| ---- | -------------------------- | ------------------------- | ----------------- |
| 1    | Jean-Louis Schlesser (FRA) | Philippe Monnet (FRA)     | Schlesser-Renault |
| 2    | Miguel Prieto (ESP)        | Dominique Serieys (FRA)   | Mitsubishi        |
| 3    | Jutta Kleinschmidt (GER)   | Tina Thörner (SWE)        | Mitsubishi        |
| 4    | Kenjiro Shinozuka (JPN)    | - Henri Magne             | Mitsubishi        |
| 5    | José Maria Servià (ESP)    | Thierry Delli-Zotti (FRA) | Schlesser-Renault |
| 6    | Hiroshi Masuoka (JPN)      | Andreas Schulz (GER)      | Mitsubishi        |
| 7    | Stéphane Peterhansel (FRA) | Jean-Paul Cottret (FRA)   | Nissan            |
| 8    | Thierry De Lavergne (FRA)  | Jacky Dubois (FRA)        | Nissan            |
| 9    | Jean-Pierre Fontenay (FRA) | Gilles Picard (FRA)       | Mitsubishi        |
| 10   | Salvador Servià (ESP)      | Giorgio Albiero (ESP)     | Nissan            |

### Camions
| Pos. | Pilote                   | Copilote                                         | Constructeur  |
| ---- | ------------------------ | ------------------------------------------------ | ------------- |
| 1    | Karel Loprais (TCH)      | Radomír Stachura (TCH) Josef Kalina (TCH)        | Tatra         |
| 2    | Viktor Moskovskikh (RUS) | Vladimir Chagin (RUS) Semen Yakubov (RUS)        | Kamaz         |
| 3    | André de Azevedo (BRA)   | Tomáš Tomeček (TCH) Leilane Neubarth (BRA)       | Tatra         |
| 4    | Yoshimasa Sugawara (JPN) | Naoko Matsumoto (TCH) Teruhito Sugawara (TCH)    | Hino          |
| 5    | Miki Biasion (ITA)       | Tiziano Siviero (ITA) Livio Diamante (ITA)       | Iveco         |
| 6    | Christian Barbier (FRA)  | Pierre Barbier (FRA) Ahmed Benbekhti (ALG)       | Mitsubishi    |
| 7    | Firdaus Kabirov (RUS)    | Aydar Belyaev (RUS) Vladimir Goloub (RUS)        | Kamaz         |
| 8    | Peter Reif (AUT)         | Johann Deinhofer (AUT) Holger Hermann Roth (GER) | Man           |
| 9    | Edmond Pelichet (FRA)    | Francis Clément (FRA) André Godeloup (FRA)       | Mercedes-Benz |
| 10   | Corrado Pattono (ITA)    | Alexandro Pio (ITA)                              | Mercedes-Benz |